# 波普拉維 (皮德海齊市鎮)
49°18′35″N 25°15′25″E / 49.30972°N 25.25694°E
波普拉維（烏克蘭語：Поплави）是烏克蘭的村落，位於該國西部捷爾諾波爾州，由捷尔诺波尔区負責管轄，始建於1900年，面積7.97平方公里，海拔高度383米，2001年人口393，人口密度每平方公里49.3人。